# Rubricatochromis bimaculatus
Cichlidé joyau
Espèce
Statut de conservation UICN

LC : Préoccupation mineure
Rubricatochromis bimaculatus, le Cichlidé joyau, est une espèce africaine de poissons d'eau douce et saumâtre de la famille des Cichlidae.

## Description
Le mâles de Rubricatochromis bimaculatus peut mesurer jusqu'à 136 mm, queue non comprise, mais sa taille habituelle est d'environ 75 mm.

### Alimentation
Pour l’UICN, Rubricatochromis bimaculatus se nourrit d'écailles de poissons et d'insectes. D'autres sources indiquent qu'il est omnivore et se nourrit principalement de petits invertébrés, de larves d'insectes, de petits crustacés mais aussi de matière végétale.

## Répartition et habitat
L'espèce est originaire de l'Afrique de l'Ouest mais est largement répartie en Afrique notamment dans les bassins du Nil, du Congo et les bassins côtiers du Cameroun.
Elle a été introduite au Canada et aux États-Unis. Toutefois aux États-Unis il pourrait s'agir de l'espèce H. letourneuxi .

## Dénominations
Ce taxon porte en français les noms vernaculaires ou normalisés suivants : 
- Cichlidé joyau[3] ;
- Cichlidé à deux taches (au Canada)[1] ;
- Hémichromis à deux tâches (au Gabon)[1].

## Systématique
Le nom valide complet (avec auteur) de ce taxon est Rubricatochromis bimaculatus (Gill, 1862).
L'espèce a été initialement classée dans le genre Hemichromis sous le protonyme Hemichromis bimaculatus Gill, 1862,. En 2023, Lamboj (d) et Koblmüller (d) l'ont reclassée dans le nouveau genre Rubricatochromis.
À noter que de nombreuses sources continuent de mentionner cette espèce sous le taxon Hemichromis bimaculatus que le WoRMS considère désormais comme invalide.
Rubricatochromis bimaculatus a pour synonymes :
- Hemichromis bimaculatus Gill, 1862
- Hemichromis cristatus Loiselle, 1979
- Hemichromis fugax Payne & Trewavas, 1976

### Étymologie
L'épithète spécifique, du latin bi-, « deux », et maculatus, « tacheté », fait référence aux deux taches noires que présente cette espèce (une de chaque côté).

### Publication originale
- (en) Theodore Gill, « On the West African Genus Hemichromis and Descriptions of New Species in the Museums of the Academy and Smithsonian Institution », Proceedings of the Academy of Natural Sciences of Philadelphia, Philadelphie, Académie des sciences naturelles de Philadelphie, vol. 14, no 4,‎ 1862, p. 134-139 (ISSN 0097-3157 et 1938-5293, OCLC 1382862, JSTOR 4059440, lire en ligne).